# Jonquières (Oise)
Jonquières is een gemeente in het Franse departement Oise (regio Hauts-de-France) en telt 612 inwoners (2010). De plaats maakt deel uit van het arrondissement Compiègne.

## Geografie
De oppervlakte van Jonquières bedraagt 7,3 km², de bevolkingsdichtheid is 78,1 inwoners per km².
De onderstaande kaart toont de ligging van Jonquières (Oise) met de belangrijkste infrastructuur en aangrenzende gemeenten.

## Demografie
Onderstaande figuur toont het verloop van het inwonertal (bron: INSEE-tellingen).